# إن كان جميعهم
إن كان جميعهم (بالإنجليزية: If only every one) فيلم درامي أرمني، أُنتج في عام 2012، وهو من إخراج ناتاليا بيلياوسكيني. رُشّح الفيلم لنيل جائزة الأوسكار لأفضل فيلم بلغة أجنبية ضمن حفل توزيع جوائز الأوسكار الخامس والثمانين، لكنه لم يصل إلى القائمة النهائية.

## روابط خارجية
- إن كان جميعهم على موقع IMDb (الإنجليزية)
- إن كان جميعهم على موقع قاعدة بيانات الفيلم (الإنجليزية)
- إن كان جميعهم على موقع ليتربوكسد (الإنجليزية)
- إن كان جميعهم على موقع كينوبويسك (الروسية)